# Jacob Murphy
Jacob Kai Murphy (ur. 24 lutego 1995 w Wembley) – angielski piłkarz występujący na pozycji napastnika w angielskim klubie Newcastle United.